# تخصص معرفي
يشير التخصص المعرفي إلى أن بعض السلوكيات، وبالأخص في مجال التواصل الاجتماعي، تنتقل إلى النسل وتُحسَّن ليُستفاد منها بشكل أعظمي في عملية الاصطفاء الطبيعي. يقدم التخصص هدفًا تكيفًا للعضوية إذ يسمح لها بأن تلائم موطنها أكثر. مع الزمن، يصبح التخصص ضروريًا لاستمرارية بقاء بعض الأنواع. يُعتَقد أن التخصص المعرفي لدى البشر يشكل أساس اكتساب اللغة ونموها وتطورها، وأساس نظرية العقل، وكذلك تطور مهارات اجتماعية معينة مثل الثقة والتبادلية. تُعتبَر هذه التخصصات هامة لبقاء الأنواع، على الرغم من وجود بعض الأفراد الناجحين الذين يفتقدون تخصصات معينة، بما في ذلك أولئك المشخّصين باضطراب طيف التوحد أو الذين يفتقرون إلى مهارات اللغة. يُعتَقد أيضًا أن التخصص المعرفي أساس للسلوك المكتسب مثل الوعي بالذات والتنقل (معرفة الاتجاهات) ومهارات حل المشكلات لدى عدة أنواع حيوانية مثل الشيمبانزي والدلافين ذات الأنف القاروري (دلافين البحير الأسود).

## الخلفية
دُرسَ التخصص المعرفي في البداية كآلية تكيفية خاصة بالنوع البشري، وتطور منذ ذلك الحين ليشمل العديد من السلوكيات في المجال الاجتماعي. تطورت الكائنات عبر ملايين السنين لتصبح أكثر تكيفًا مع موطنها، وهذا يتطلب تخصصها في السلوكيات التي تحسن احتمالية نجاة الكائن وتكاثره. لا ينبغي الخلط بين التخصص المعرفي والتخصص الوظيفي، إذ يتحرى الأخير الأجزاء المحددة من الدماغ التي تشارك في سلوكيات أو عمليات معينة، في حين يركز التخصص المعرفي على سمات العقل (الكيان الداخلي)، والذي يؤثر بدوره على السلوكيات الخارجية. يُعتقد أن معظم هذه التخصصات تطورت في مناطق القشرة الحديثة الفريدة بالبشر. يشمل أهم تخصص معرفي لدى البشر نظرية العقل وإنتاج واكتساب اللغة، في حين قد تتخصص الحيوانات غير البشرية في سلوك الاعتلاف والوعي بالذات والقدرات التكيفية الأخرى.

## السلوك الاجتماعي
يعد التواصل الاجتماعي مهمًا في التفاعل الإنساني الفعال، وتطور عبر الزمن ليدعم تبادل الأفكار المعقد. تعد بعض السلوكيات الاجتماعية مثل المساعدة والإيثار، فريدة بالنوع البشري وذات دور فعال في ضمان بقاء الأنواع. جادل عالما النفس التطوريان ليدا كوزميدس وجون توبي أن العقل البشري يحوي «آليات تخصصية» مصممة بواسطة الاصطفاء الطبيعي لتسهيل التواصل والتبادل الاجتماعي. يدّعي كل من كوزميدس وتوبي أنه دون هذه «الخوارزمية» التخصصية، سيكون التبادل الاجتماعي لدى البشر أقرب إلى ذلك الموجود لدى القردة العليا، أقرب أسلافنا التطوريين. بالإضافة إلى القدرات البشرية الواسعة الداعمة للتفاعل الاجتماعي الإيجابي، قدم ستون وآخرون (2002) دليلًا على المزيد من التخصصات المحددة بما في ذلك «اكتشاف المخادع» و«التفكير الاحترازي» ويبدو أن كليهما يخدم أهدافًا تكيفية قوية وذلك بسماحهما للبشر بمشاركة (تقاسم) الموارد فقط مع أولئك الذي يرجح أنهم سيشاركونهم أيضًا في المستقبل، وتجنب مشاركة الموارد مع الأفراد غير الجديرين بالثقة. عمومًا، أُجريَت دراسات حول تكيف التواصل الاجتماعي لدى الأطفال والبالغين وكبار السن، عبر الثقافات، وفي الفئات السكانية المصابة بالأمراض العصبية النفسية.

### دليل على عالميته
إذا اعتُبِر أن السلوك الاجتماعي تخصص معرفي خاص بالهندسة العصبية البشرية، فيجب أن يكون موجودًا في كل مجتمع بشري. وليوفروا دليلًا متعدد الثقافات على أن التكيف المعرفي يدعم التواصل الاجتماعي بشكل خاص، تحرى سوجياما وتوبي وكوزميدس التفكير الاجتماعي لدى قبيلة في غابات الأمازون التابعة للإكوادور. كان الشيويار، وهم مجموعة صيادين بستانيين لم يتعرضوا سابقًا لمنبه نفسي مقدم، «خبيرين جدًا» في تحديد من غش في موقف معطى تمامًا كنظرائهم في الولايات المتحدة. يشير هذا الأداء إلى أن التواصل الاجتماعي، في مجال اكتشاف المخادع على الأقل، لا يتحدد بثقافة الفرد. طبقًا لسوجياما وتوبي وكوزميدس، فإن «الخوارزمية» الاجتماعية المناقشة أعلاه موجودة لدى كل من السكان الغربيين والشرقيين، مما يوفر دليلًا قويًا على عالمية هذه المهارة.

## نظرية العقل
يُعتَقَد أن نظرية العقل، أو القدرة على تفسير الحالة العقلية للآخرين، تخصصٌ معرفي فريد بالنوع البشري، مع وجود عدة استثناءات محتملة مذكورة أدناه. يُعتقَد أن نظرية العقل مهمة في الإدراك والتواصل الاجتماعي لأنها تسمح لنا بالتمييز بين الأفعال العرضية والهادفة، لإصدار أحكام حول الحالة الداخلية للآخرين، وتحديد كيفية اختلاف أفكار الآخر عن أفكارنا الخاصة. يحدث اكتساب نظرية العقل لدى البشر غالبًا في مرحلة الطفولة، ويُعتقَد أنها تتطور بشكل كامل في سنوات المدرسة المبكرة. أدى بحث عالمي النفس الاجتماعي ديفيد بريماك وغاي وودراف في نظرية العقل لدى الشمبانزي عام 1978 إلى جعلها في طليعة البحث النفسي، على الرغم من الاعتقاد بأن نظرية العقل الحقيقية توجد فقط لدى البشر. أُجرِي تحليل لهذه الظاهرة في عدة مجالات، ويُعتقَد أنها إحدى أكثر التخصصات فائدة لبقاء النوع البشري، نظرًا لتسهيلها للتعاون والعلاقات الشخصية.

### في التوحد
يبدو أن نظرية العقل مفقودة لدى الأطفال المصابين باضطراب طيف التوحد، ويُعتقَد أن هذا العيب مساهم رئيسي في الإعاقات المتكررة في بعض مجالات الفهم الاجتماعي لدى الأشخاص المصابين بالتوحد. اقتُرحَت حقيقة أن التأخر التطوري في نظرية العقل (أو غياب التطور) يمكن أن يضعف الوظيفة الاجتماعية –وهي مهارة ضرورية جدًا لبقاء النوع البشري- كدليل على أن نظرية العقل تخصصٌ معرفي تكيفي. يقود فهم أن الآخرين يفكرون أفكارًا مختلفة عن أفكارنا الخاصة (أي أن تتخيل نفسك مكان الطرف الآخر) إلى السماح للبشر بالتواصل بفاعلية والعيش في جماعات اجتماعية كبيرة. قابلية التكيف هذه هي ما يجعل نظرية العقل تخصصًا معرفيًا، وليس مجرد نتاج ثانوي آخر للتطور البشري: يملك الجنس البشري مهارات تواصل مفيدة وفريدة من نوعها، وذلك يعود جزئيًا لقدرتنا على إدراك أن الآخرين لا يفكرون أو يعرفون نفس الأشياء التي نعرفها أو نفكر فيها.

## بعض التخصصات المحتملة الأخرى
قدم واتسون وآخرون الدعم لتخصص معين في الفكاهة المعتمدة على اللغة. تملك قيمتها التكيفية مكونات خارجية وداخلية: تسهّل الفكاهة الترابط الاجتماعي حين تُشارَك خارجيًا، وتمنح السعادة إذا استُمتِع بها داخل عقل الفرد. بالإضافة إلى ذلك، اقترح جونسون فراي (2003) تخصصًا إنسانيًا فريدًا لاستخدام الأدوات. طبقًا لجونسون فراي، فإن قدرة الإنسان على استخدام الأدوات تعتمد على آليات معرفية معقدة، وليس فقط على مهارات حسية حركية متقدمة. بدلًا من أن تُعتبَر تخصصًا فيزيائيًا بحتًا يعتمد على المناطق الحركية من الدماغ، جادل جونسون فراي أن استخدام الأدوات يجب أن يُصنَّف كظاهرة معرفية نظرًا لأنه يستمد جذوره من المعرفة. على مستوً فلسفي أعلى، يجادل بوير (2003) أن «الأفكار والسلوك الديني» هو تخصصٌ تطورَ أساسًا كنتاج ثانوي لوظيفة الدماغ، وأدت أهدافها التكيفية إلى تطورها المستمر بواسطة الاصطفاء الطبيعي. جادل كروجر وآخرون (2007) أن الثقة، والتي قد تشكل أساس المساعدة والإيثار وبالتالي أساس التفاعل الاجتماعي الإنساني، هي أيضًا تخصص معرفي.